# NGC 1996
NGC 1996 est un amas ouvert, ou un groupe d'étoiles, situé dans la constellation du Taureau. Il a été découvert par l'astronome germano-britannique William Herschel en 1785.
NGC 1996 est à environ 1 400 pc (∼4 570 al) du système solaire et les dernières estimations donnent un âge de 282 millions d'années. 